# Grace Loberanes
Grace Loberanes Polestico (ur. 19 lipca 1991) – filipińska zapaśniczka walcząca w stylu wolnym. Brązowa medalistka igrzysk Azji Południowo-Wschodniej w 2021 i 2023 roku.